# John Halsey
John Halsey (Highgate, 23 febbraio 1945) è un batterista britannico.
È conosciuto per la sua apparizione nei panni di Barry Wom, batterista dei Rutles, nel film All You Need Is Cash del 1978.
Halsey nasce a Highgate, North London. È stato membro di una band R&B chiamata Felder's Orioles (1965-1967) con Nick O'Brien al basso, Barry Heiband alla voce e all'organo, Paul Hodgons alla chitarra, Rod Mealeston al sassofono baritono e Peter Newman al sassofono tenore, in cui pubblicarono quattro singoli tra il 1965 e il 1968. Tra il 1967 e il 1970 fece parte dei Timebox insieme a Mike Patto (voce), Ollie Halsall (chitarra), Clive Griffiths (basso) e Chris Holmes (tastiere). Dopo l'abbandono di Chris Holmes, la band prese il nome di Patto e pubblicò tre album tra il 1970 e il 1972. Nel 1971 suonò la batteria nell'album Transformer di Lou Reed.
In un'intervista del 1992 disse di aver passato parte degli anni ottanta vendendo pesce. Da allora, è stato proprietario della locanda Castle Inn a Cambridge.
Nel 2001 è apparso come ospite misterioso allo show della BBC 2 Never Mind The Buzzcocks.
Nel 2007 ha partecipato allo show di Channel 4 What The Pythons Did Next raccontando del suo lavoro con Eric Idle.